# Anca Boagiu
Anca Daniela Boagiu (Konstanca, 1968. november 30. –) román politikus, PD-L-s párti szenátor (2000-2008); 2000-ben, majd másodszor 2010 és 2012 között közlekedési miniszter, 2005 és 2007 között európai integrációs miniszter.

## Életpályája
A tengerparti Konstancában született 1968-ban, apja Constantin Boagiu, a román haditengerészet tengernagya. Angolul, franciául és olaszul beszél folyékonyan.
Érettségi után szülővárosában, az Ovidius Egyetem Építészeti Karának vízépítési tagozatán szerzett vízmérnöki diplomát 1995-ben, ám egy közút-korszerűsítési megbízást elnyert olasz cég romániai igazgatójának asszisztensekén helyezkedett el. 1996-tól az országos útigazgatóság szerződéskötési osztályán dolgozott, majd világbanki és PHARE-programok lebonyolítását végezte. Egyiptomban, az USA-ban és Bulgáriában különböző kurzusokon hallgatott aszfaltozási, infrastruktúra-fejlesztési, valamint menedzsmentismereteket.
2000 júniusában – a bukaresti polgármesterré választott Traian Băsescutól – vette át a közlekedési tárca irányítását, melyet az Adrian Năstase vezetett kormány megalakulásáig, december 28-ig vezetett. 2000-től a Demokrata Párt (PD) tagja, s mint a párt jelöltje két ciklust is végig vitt Bukarest 2. választókörzetének szenátoraként 2000-től 2008-ig.
2005. augusztus 22. és 2007. április 5. között a Popescu-Tăriceanu-kabinet európai integrációs minisztere, majd miután 2010 szeptemberében Emil Boc átalakította kormányát, megkapta a Közlekedési és Infrastrukturális Minisztérium irányítását.